# Helictopleurus marsyas
Helictopleurus marsyas är en skalbaggsart som beskrevs av Olivier 1789. Helictopleurus marsyas ingår i släktet Helictopleurus och familjen bladhorningar. Inga underarter finns listade i Catalogue of Life.